# Sebastian Virdung
Sebastian Virdung (né en 1465 et mort en 1511) est un ecclésiastique, musicien et théoricien de la musique allemand. 

## Biographie
Il étudie à Heidelberg à la chapelle ducale auprès de Johannes von Soest. Après avoir été ordonné prêtre, il y devient chapelain, et chante comme choriste (alto masculin) jusqu'en 1505/1506. Aux alentours de 1506, il devient chanteur à la cour du Wurtemberg à Stuttgart. En janvier 1507 il est engagé à la cathédrale de Constance où il enseigne les jeunes choristes avant d'être renvoyé en 1508, selon toute vraisemblance à cause de son caractère difficile. 

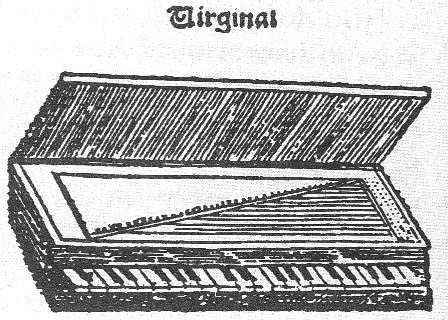
Gravure de virginal tirée de Musica getutscht

En 1511 est publié son traité Musica getutscht und außgezogen. Ce document est une source d'information sur Virdung lui-même ; le dialecte utilisé est du bavarois. Ce traité fut le premier livre imprimé concernant la musique. Il embrassait la théorie de la musique, le contrepoint et la composition mais aucun de ces sujets n'apparaît dans les fragments de l'œuvre qui ont été conservés. À l'inverse, ces fragments contiennent des exposés sur les instruments de musique ainsi que des illustrations, d'ailleurs assez grossières, qui sont donc les premières du genre à avoir été imprimées. Le second livre consacré à ce sujet serait Musica instrumentalis deudsch (1529) par Martin Agricola. Ces deux ouvrages sont illustrés et constituent des sources importantes pour l'histoire des instruments de musique en Europe. Virdung classe les instruments en familles et parle également de la notation musicale.    